# Jack Britton
Jack Britton, pierw. William James Breslin (ur. 14 października 1885 w Clinton, zm. 27 marca 1962 w Miami) – amerykański bokser, zawodowy mistrz świata kategorii półśredniej.
Kariera bokserska Brittona trwała przez ćwierć wieku: od 1905 do 1930. Większość walk, które stoczył, były rozegrane w formule no decision, czyli bez ogłoszenia werdyktu, o ile walka nie zakończyła się nokautem. Początkowo Britton nie osiągał znaczących sukcesów, zanim nie zaopiekował się nim Dan Morgan, który wymagał od swych podopiecznych ciężkich treningów i sportowego trybu życia.
W 1906 Britton stoczył walkę no decision z Leo Houckiem, zdaniem prasy przegraną, a w 1909 dwukrotnie zmierzył się z tym pięściarzem, również no decision, według prasy oba razy remisując. W 1911 zremisował z Packeyem McFarlandem i przegrał z Williem Ritchiem. W 1913 stoczył m.in. dwie walki no decision z McFarlandem i po jednej z Kidem Gravesem i Mikiem Gloverem. Ten ostatni był uważany wówczas za zawodowego mistrza świata w wadze półśredniej. 19 stycznia 1914 Britton ponownie walczył no decision z Gloverem, a później w wym roku dwukrotnie z Gravesem.

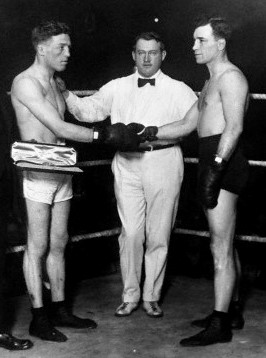
Britton (z prawej) i Ted Lewis

26 marca 1915 stoczył walkę no decision z Tedem „Kidem” Lewisem, którą zdaniem prasy wygrał. Był to pierwszy z 20 pojedynków pięściarskich między tymi bokserami, które trwały do 1921. 22 czerwca tego roku w Bostonie pokonał Glovera na punkty i zdobył tytuł zawodowego mistrza świata w wadze półśredniej, jednak już w następnej walce 31 sierpnia stracił go po porażce z Lewisem, który wygrał również walkę rewanżową. W 1916 Britton najpierw stoczył dwie walki no decision z Lewisem, a 24 kwietnia 1916 w Nowym Orleanie pokonał Lewisa na punkty i odzyskał pas mistrza świata.

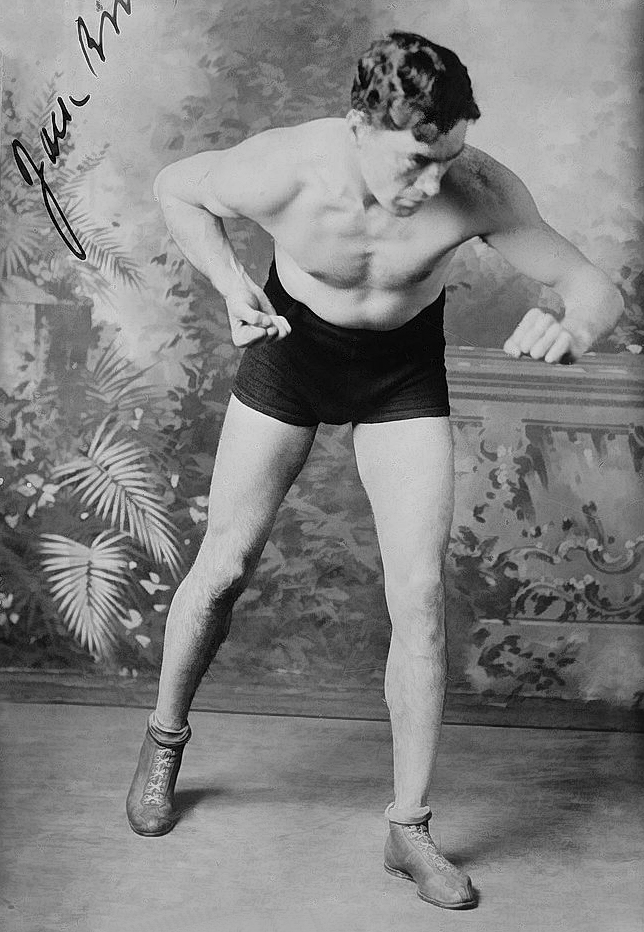

Po sześciu kolejnych walkach no decision z Lewisem Britton stracił tytuł mistrza świata wagi półśredniej przegrywając z nim na punkty 25 czerwca 1917 w Dayton. Po serii pojedynków no decision odzyskał ten pas znowu nokautując Lewisa w 9. rundzie 17 marca 1919 w Canton. W obronie tytułu stoczył 13 walk, głównie no decision, w tym z wygraną na punkty z Lewisem 7 lutego 1921 w Madison Square Garden w Nowym Jorku, a także wygraną przez dyskwalifikację za faul z mistrzem świata w wadze lekkiej Bennym Leonardem 26 czerwca 1922. 1 listopada 1922 w Madison Square Garden w Nowym Jorku Mickey Walker pokonał Brittona na punkty i został zawodowym mistrzem świata w wadze półśredniej. Britton walczył jeszcze do 1930, ale nigdy już nie zmierzył się w pojedynku o tytuł mistrza świata.
Walka Brittona z Mickeyem Walkerem z 1922 była inspiracją dla Ernesta Hemingwaya do napisania opowiadania Pięćdziesiąt kawałków.
Britton został wybrany w 1990 do Międzynarodowej Bokserskiej Galerii Sławy.